# كينيث بومان
كينيث بومان (بالإنجليزية: Kenneth Bowman)‏ هو لاعب دوري الرغبي بريطاني، ولد في 6 مارس 1937 في Great Ouseburn ‏ في المملكة المتحدة، وتوفي في 10 أكتوبر 2013 في Bromborough ‏ في المملكة المتحدة.